# LIVE JAPAN PERFECT GUIDE
LIVE JAPAN PERFECT GUIDEは、日本のこれから先の50年を築く一つの 「レガシー」 となるサービスを目指し、日本の観光先進国化に貢献することを目的とした訪日外国人向け観光情報サービスである。アプリケーションソフトウェアではなくWebサービスとしてコンテンツ・機能が提供されている。言語に対しては日本語に加えて、英語・簡体字・繁体字・韓国語の基本5言語。TOPページや災害情報など重要なページについてはタイ語・マレーシア語・インドネシア語を加えた最大8言語でサービスが提供されている。

## サービスコンセプト
日本の魅力を世界の旅行者へ 訪日外国人向け観光情報ワンストップガイドサービス

## 特徴
各地域でコンソーシアムを組成し、参画企業・団体から一次情報を取得し、記事の信頼性を高めているのが特徴。
また、サービス告知手段として参画する企業・団体のメディアを活用している。

## コンソーシアム参画企業・団体
交通事業者を中心に観光に関係する企業・団体で構成されている。
全国63企業・団体で構成されており、全エリアに共通参画しているのは「株式会社ぐるなび」「全日本空輸株式会社」「日本航空株式会社」

## 利用者数
493万UU（2019年12月時点）
2020年10月 メディアレーダーの取材において、全体の5%程度のUUは「日本国内で、日本語以外の言語で閲覧している」ということがわかり、これは「在留外国人の方にも支持されている」ことの表れである、とLIVE JAPAN事業推進セクション長の寺岡真吾氏が述べている。

## 機能・情報
日本を訪れる外国人旅行者にとって必要な情報を一元的にとりまとめ、掲載している。
不安・不便さを払拭する機能・情報
- ルート案内機能…今いる場所から目的地までワンタップで検索が可能。自社システムではなく外部システムを連携利用している模様。
- 便利マップ…ATMやコインロッカーなどの施設情報（10万件以上）が地図上にプロットされ、携帯電話のGPS機能により周辺の該当設備を探すことができる。
- 緊急時の対処法（災害情報一元化サイト）…北海道胆振東部地震がきっかけとなり、2019年5月にリニューアルされた。サイトリニューアル前後同期間比で245％成長。13,000人を超える外国人に利用された（2019年度実績）
- 災害情報タイムライン…災害時の支援情報を施設自らが正確に・リアルタイムに・多言語で発信できる機能

旅をより豊かにする機能・情報
- 記事
- 動画
- 掲載施設情報
- LIVE情報…事業者と消費者双方の利便性を高め・域内経済を活性化する狙いがあり、多言語へ一括変換する機能で特許を取得している旨、メディアへの取材に答えている

## 連携サービス
一部機能について外部と連携する形でサービスを提供している。
- トリップアドバイザー : 口コミ
- ぐるなび : 飲食店予約
- 楽天トラベル : 宿泊施設予約
- Booking.com : 宿泊施設予約
- Voyagin : 体験予約

## サービス展開
- 2016年4月13日 - TOKYO（東京・千葉・埼玉・神奈川・栃木・群馬・茨城・静岡・富士山）
- 2018年7月12日 - HOKKAIDO（北海道）
- 2019年7月24日 - KANSAI（大阪・京都・兵庫・奈良・滋賀・和歌山・三重）
- 2019年9月12日 - TOHOKU（青森・岩手・秋田・宮城・山形・福島・新潟）

## 記者発表会
サービス展開に合わせて記者発表会を行っており、来賓ならびに特別ゲストが省庁・自治体より参加している。
TOKYO
日付：2016年4月13日
会場：ザ・キャピトルホテル東急（東京・赤坂）
来賓①：田村明比古（観光庁長官）「外国人の目線に立ったコンテンツを、東京はもちろんのこと全国規模で充実させていただき、多くの方に愛されるものになることを期待」
来賓②：前田信弘（東京都副知事）「『LIVE JAPAN』と東京都のWebサイトとの連携で、世界に東京をアピールしたい」
来賓③：武藤浩（国土交通審議官）「このような新しいビジネスで新しいサービスを提供していくことは、日本の産業の発展にとっても重要なこと」
HOKKAIDO
日付：2018年7月12日
会場：新千歳空港ターミナルビルセンタープラザ
来賓①：田村明比古（観光庁長官）「観光は政府の成長戦略の柱。すでに人気の道央・道南だけでなく、道東、道北の情報が提供されることで、さらなる飛躍の機会になるはず」
来賓②：窪田毅（北海道副知事）「北海道はアジアからのお客様が多いので、マレーシア語やインドネシア語なども含め8言語に対応しているのはありがたい」
特別ゲスト：田端浩（国土交通省国土交通審議官）「ダイナミックな観光が味わえる北海道で、このサービスは大きな役割を果たすだろう。今後の拡充を期待している」
KANSAI
日付：2019年7月24日
会場：大阪府立国際会議場（グランキューブ大阪）
来賓①：田端浩（観光庁長官）「観光は日本の成長戦略の柱。外国人観光客へのきめ細かな情報提供は重要度が高い」
来賓②：吉村洋文（大阪府知事）「関西がインバウンド対策においてリーダーシップを発揮するうえで心強い取り組み。行政としても協力し、エンドユーザーの要望に応えていきたい」
特別ゲスト：藤田耕三（国土交通省国土交通事務次官）
TOHOKU
日付：2019年9月12日
会場：仙台国際空港センタープラザ
来賓①：田端浩（観光庁長官）「災害情報の一元化は外国人旅行客の安心の源になる。今後の飛躍に期待したい」
来賓②：吉田耕一郎（国土交通省東北運輸局長）「今回のサイト開設は東北の観光振興にとって大きな援軍。訪日客の快適な旅につながるだろう」

## 成り立ち・ビジネスモデル
Media Innovation Guild　2019年10月18日の記事において、LIVE JAPAN事業部部長の加藤洋平氏が以下のように述べている。
オリンピックが決まった2013年の時点で、2020年に向けてインバウンドが拡大していくという想定があり、東急、東京メトロ、ぐるなびの3社で協議を開始。2015年6月18日に3社で共同事業の署名を行い、その翌年に事業を開始。元々、3社の経営層が会話できる間柄であり、それぞれがインバウンドで外国人訪日客が増加する中で課題を抱えていたというのが背景にある。
「LIVE JAPAN」は、東急、東京メトロ、ぐるなびの3社が資金を出して、構築したプラットフォームをベースとしたコンソーシアム。その中に、地域別の「東京」「北海道」「関西」「東北」と地域別にガイドが存在して、それぞれにコンソーシアムが存在するという形。
ビジネスモデルについて。ユーザーと店舗や施設とのマッチングのビジネスを拡大していきたい考え。主力となっているのは、掲載料をいただき店舗が情報を発信できるプラン。基本的な店舗情報やメニュー、イベント情報はもちろん、日々のセールや企画情報を店舗自身が発信できる。セールや新商品など頻度の高い発信についてはテンプレート化されていて、自動的に5ヶ国語に翻訳がされる仕組みもある。いつもお店に行ける日本人にとっては特別ではないものが、今日しか足を運べない人にとっては特別なんだということではないかと考えている。
今後について。地域別のガイドは充実させていく予定。今は東京を含めて4地域だが、九州などでは既に話をしていて、地元企業の皆さんとタッグを組んでコンテンツを作っていきたいと考えている。

## 新型コロナウイルス感染症予防に取り組む外国人が訪れる施設・店舗を支援
以下３件のリリースが確認されている。
「新型コロナウイルス感染症予防対応　対訳集」無償提供を開始
マスク着用のお願いなど「新しい生活様式」に関する依頼文等、外国人が訪れる施設・店舗が使用するであろう約60種類の単語・文章を8言語（日本語、やさしい日本語、英語、韓国語、繁体字、簡体字、ベトナム語、タイ語）に翻訳・集約した対訳集を無償ダウンロード開始。
衛生環境に対する取り組みを実施している 飲食店・施設・店舗を多言語で検索が可能に
コロナ禍における、施設・店舗の衛生環境に対する12種類の取り組みを5言語（日本語、英語、韓国語、繁体字、簡体字）で検索・確認ができる機能。施設自身が日本語で登録できる仕組みが提供されており、外国人ユーザーが安心できるお店選びをサポートするとともに、掲載施設・店舗への送客拡大を目的としている。
「新型コロナウイルス感染症予防対応 多言語動画制作サービス」
施設・店舗従業員がスマートフォン等で動画を撮影し、その動画を元にぐるなび社にて編集・制作。日本語と英語の字幕を付けた短編動画を納品するもの。YouTubeのLIVE JAPAN公式チャンネルに掲出することも可能。

## 表彰・その他
近年においては、災害情報の多言語発信に関する取り組みが主となり下記表彰を受けている。
- 観光庁主催 G20 Tourism Innovation Pitch
- IT協会主催「2019年度（第37回） IT賞」IT優秀賞（社会課題解決領域）[11]
- 第6回ジャパン・ツーリズム・アワード　リスクマネジメント賞[12]
- 第4回ジャパン・ツーリズム・アワード　入賞　国内・訪日領域 メディア部門
- 第3回ジャパン・ツーリズム・アワード　メディア部門　部門賞
- beyond2020 プログラム 認証事業内閣府 知的財産戦略推進事務局「外国人への効果的な情報発信について（令和2年1月30日（木））」の資料において、外国人への効果的な情報発信の「出口」たり得る事業者として「Google」「TripAdvisor」「LINE」とならび4事業者紹介された。特にオリパラ期間における外国人向け情報提供について、特に情報不足が指摘されているナイトタイムエコノミー関連情報について、独自の編集能力を持つ「ぐるなび／LIVEJAPAN」との協力が現実的、といった内容が資料に記載されている。[13]